# Bill Dodgin (Fußballspieler, 1931)
 William „Bill“ Dodgin, auch bekannt als Bill Dodgin junior, (* 4. November 1931 in Gateshead; † Juni 2000 in Woking) war ein englischer Fußballspieler und -trainer. Als Mittelläufer spielte er in London für den FC Arsenal und den FC Fulham. Bei den „Gunners“ war er Teil der Mannschaft, die 1953 die englische Meisterschaft gewann, jedoch nur als Ergänzungsspieler. Nach dem Wechsel ins Trainerfach arbeitete er – wie schon sein Vater – als Fulhams Cheftrainer. Größter Erfolg unter seine Regie war 1971 die Rückkehr der „Cottagers“ in die zweithöchste englische Liga.

## Sportlicher Werdegang

### Vereinskarriere
Dodgin wurde im Nordosten Englands, in der Region Tyne and Wear, als Sohn eines gleichnamigen Fußballers geboren und begann seine Laufbahn als Amateur beim FC Southampton. Dort war sein Vater Trainer und als dieser im August 1949 beim Erstligaaufsteiger FC Fulham anheuerte, folgte ihm der Sprössling. Er musste jedoch noch bis Dezember 1951 warten, bevor er auf der Position des linken Verteidigers gegen Preston North End debütierte. Rasch wechselte er auf die rechte Seite. Die erste Saison 1951/52 endete enttäuschend mit dem Abstieg in die zweite Liga. Auch bedingt durch zunehmenden Druck von Seiten der eigenen Anhänger, die in Frage stellten, ob Dodgin auch ohne die Unterstützung seines Vaters Teil der Mannschaft gewesen wäre, ließ Fulham ihn im Dezember 1952 zum Erstligisten und Meisterschaftsaspiranten FC Arsenal wechseln.
Mittlerweile bekleidete Dodgin die Position des Mittelläufers und nach einer Reihe von Einsätzen in der Reservemannschaft vertrat er am 15. April 1953 den etatmäßigen zentralen Läufer Ray Daniel. Es war sein einziger Auftritt in der Meistersaison 1952/53. Als Daniel im Sommer 1953 die „Gunners“ in Richtung Sunderland verließ, war Dodgin plötzlich Stammspieler. Er verpasste nur drei Spiele in der Saison 1953/54, kam dabei jedoch nur selten an die guten Leistungen seines Vorgängers heran, wirkte im Gegensatz zu Dodgin schwerfällig und wurde nach dem Fall in die untere Tabellenhälfte zu Beginn der anschließenden Spielzeit 1954/55 durch Jim Fotheringham ersetzt. Seine dauerhafte Rückkehr in die Mannschaft im Jahr 1956 markierte eine vierjährige Zeit als Stammspieler, aber mit Ausnahme eines dritten Rangs in der Saison 1958/59 (jedoch mit zwölf Punkten Abstand zum Meister Wolverhampton Wanderers) befand sich Arsenal in einer Phase der sportlichen Stagnation und Titelgewinne waren außer Ferne. Nach insgesamt 191 Erstligapartien verließ Dodgin Arsenal im März 1961 ablösefrei in Richtung seines Ex-Klubs Fulham, der mittlerweile in die erste Liga zurückgekehrt war.
In der Saison 1961/62 war Dodgin Teil der Fulham-Mannschaft, die das Halbfinale im FA Cup erreichte. Im selben Jahr 1962 brach er sich in der Partie gegen Aston Villa ein Bein, wodurch seine Karriere effektiv beendet wurde. Er absolvierte nach dem Vorfall nur noch sieben weitere Spiele, das letzte davon gegen seinen alten Klub Arsenal.

### Trainerkarriere
Nach dem Ende der aktiven Laufbahn begann Dodgin zunächst im Trainerstab des FC Millwall und später der Queens Park Rangers zu arbeiten. Mit „QPR“ gewann er 1967 den Ligapokal; dazu hatte er unter Cheftrainer Alec Stock den Durchmarsch von der dritten in die erste Liga realisiert. Nach einem schlechten Start in die Erstligasaison 1968/69 betreute er den Klub interimistisch als Cheftrainer, bevor er ihn im folgenden November verließ. Einen Monat später nahm er beim FC Fulham (nunmehr wieder Zweitligist) die Rolle des Cheftrainers an. Dort hatte kurz zuvor die Vereinslegende Johnny Haynes übergangsweise die Trainerarbeit übernommen und als dauerhaften Nachfolger seinen Freund und Ex-Mitspieler Dodgin empfohlen, der eine offensive Spielphilosophie vertrat (und nachher auch so spielen ließ). Der Abstieg in die dritte Liga konnte zwar nicht verhindert werden, aber Dodgin durfte fortan weiterarbeiten und 1971 Fulham zurück in die Second Division führen. Dort taten sich Dodgins Mannen in der Saison 1971/72 wieder schwer und trotz des Klassenerhalts entließ ihn Präsident Tommy Trinder 1972.
Später arbeitete Dodgin noch als Trainer von Northampton Town und für den FC Brentford. Mit beiden Klubs gelang ihm der Aufstieg aus der vierten Liga (1976 und 1978). Sein zweites Engagement ab 1980 war in Northampton weniger von Erfolg gekrönt und die Station beim FC Woking markierte zur Mitte der 1980er-Jahre das Ende der Trainerkarriere. Er starb im Alter von 68 Jahren nach einem langen Kampf gegen die Alzheimer-Krankheit.

## Titel/Auszeichnungen
- Charity Shield (1): 1953